# Boulevard Barbès (Marseille)
Pour les articles homonymes, voir Barbès.
Cet article concerne le boulevard marseillais. Pour les autres boulevards, voir Boulevard Barbès et Boulevard Barbès (Carcassonne).
Le boulevard Barbès est une voie marseillaise située dans le 14e arrondissement de Marseille. Elle va du boulevard Danielle-Casanova à la place des États-Unis.

## Situation et accès
Cette voie démarre boulevard Danielle-Casanova en face de la gare de marchandises du Canet. Elle traverse en ligne droite le sud du quartier du Canet et se termine place des États-Unis, où elle débouche sur le boulevard Charles-Moretti.

## Origine du nom
Le boulevard doit son nom à Armand Barbès (1809-1870), militant républicain français.

## Historique
Il se nommait auparavant « boulevard de l’Église » car il menait à l'église du Canet.
Le boulevard prend son nom actuelle ar délibération du conseil municipal en date du 6 juillet 1926 et est classé dans la voirie de Marseille le 19 octobre 1948.

## Bâtiments remarquables et lieux de mémoire
- Au numéro 21 se trouve l’école élémentaire Canet-Barbès.
- À l’angle avec le boulevard Giraud se trouve l’école musulmane privée l’Olivier.
- Au numéro 62 se trouve l’église du Canet.